# Ориел-колледж
Ориел-колледж (англ. Oriel College, Oxford) — является пятым старейшим колледжем Оксфорда. Ныне здесь обретается почти пятьдесят фелло и 500 студентов, изучающих более тридцати предметов в областях естественных, социальных и гуманитарных наук.
Стал пятым колледжем, основанным в Оксфорде. Первоначально его представили лишь провост и всего десятеро фелло, изучавших теологию, право и медицину. Трое колледжеских провоста станут епископами. В начале 1500-х в Ориел-колледже появятся первые студенты. С 1985 года открыт приём женщин. В 2026 году колледж будет отмечать своё 700-летие. Его называют колледжем Томаса Мора, Уолтера Рэли, Гилберта Уайта, Томаса Арнольда и Джона Генри Ньюмана. Последнего называют одной из самых известных фигур, связанных с Ориел-колледжем. Его помнят как проповедника, пастора, полемиста, просветителя и одного из самых значительных современных богословов римско-католической и англиканской церквей. Среди почетных феллоу - Питер Брант (1973) и Роберт Фокс; эмерит-феллоу является теолог Джон Бартон.